# Diều núi
Diều núi, tên khoa học Nisaetus nipalensis (trước đó được đặt vào chi Spizaetus) là một loài chim săn mồi trong họ Accipitridae. Giống như tất cả đại bàng, nó là trong thuộc Họ Ưng. Nó sinh sản ở Tiểu lục địa Ấn Độ, từ Ấn Độ, Nepal và Sri Lanka đến Thái Lan, Đài Loan, Indonesia, Việt Nam và Nhật Bản.
N. n. orientalis có chiều dài trung bình 69–84 cm và sải cánh dài 134–175 cm. Con trưởng thành điển hình có phần dưới nâu và dưới nhạt, với vạch kẻ ở mặt dưới của chiếc lông bay và đuôi. Ngực và bụng và lông dưới cánh sọc rất nhiều. Các cánh rất rộng với một cánh đuôi cong. Con trống và con mái có bộ lông tương tự, nhưng chim non thường có đầu trắng.

## Phân loài
- N. n. nipalensis Hodgson, 1836: Từ Himalaya về phía đông tới Trung Quốc và về phía nam tới bán đảo Mã Lai.
- N. n. orientalis (Temminck & Schlegel, 1844): Nhật Bản.

## Tham khảo

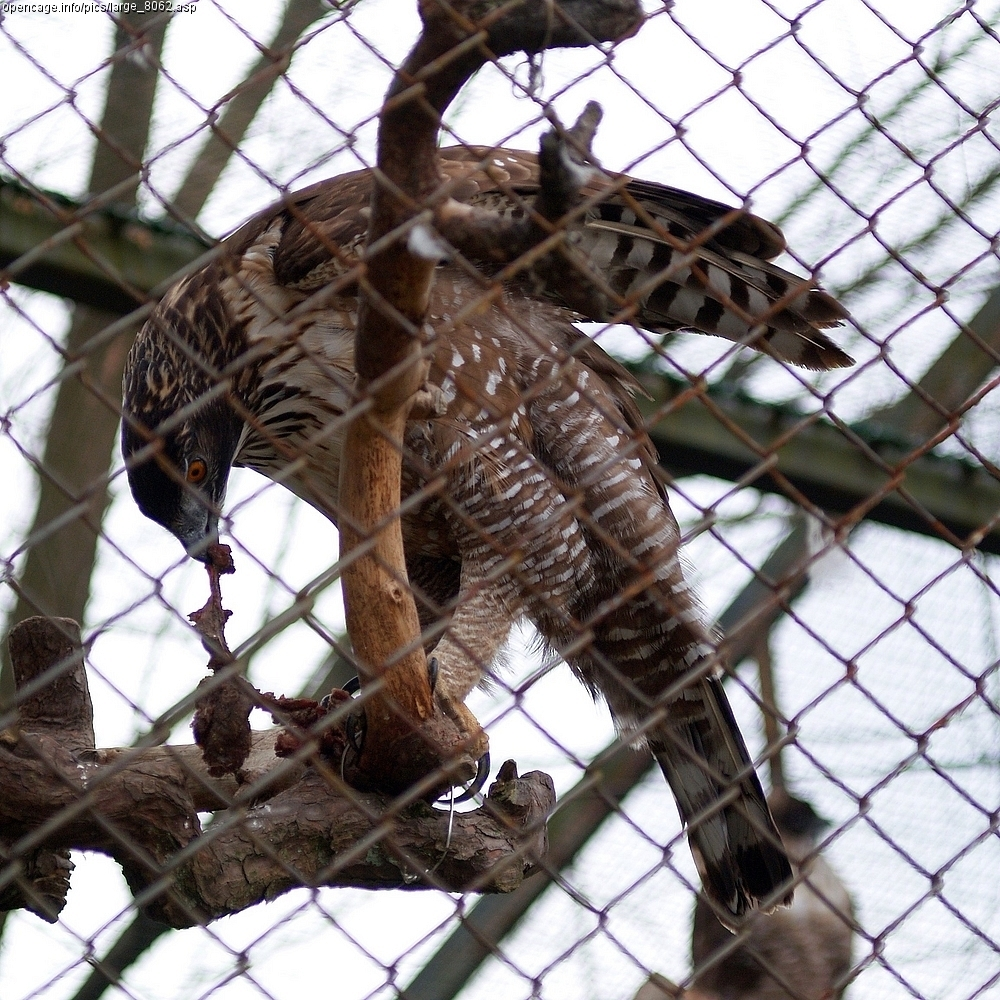
Phân loài Nhật Bản, N. n. orientalis